# La Nouvelle Lune
Pour l’article homonyme, voir Nouvelle lune.
La Nouvelle Lune est un journal satirique français fondé en 1880.

## Histoire
Le directeur de La Nouvelle Lune est S. Heymann. Commissionnaire en journaux (il est le vendeur principal du Gil Blas) et éditeur, il dirige également un autre titre satirique, Le Journal des abrutis. Les bureaux de La Nouvelle Lune sont installés chez lui, au no 13 de la rue du Croissant, puis au no 167 de la rue Montmartre, au cœur de la « République du Croissant ».
Le titre du journal fait explicitement référence à La Lune (1865-1868) et revendique l'héritage des avatars de ce titre, L’Éclipse (1868-1876), La Lune rousse (1876-1879) et La Petite Lune (1878-1879), tous dominés par le crayon du célèbre caricaturiste André Gill. Ce dernier, répondant en octobre 1881 aux offres d'Heymann ainsi qu'à l'invitation de son disciple et ami Émile Cohl, fournit quelques portraits-charges à La Nouvelle Lune. L'hebdomadaire publiera également les derniers dessins de Gill, réalisés à la maison de santé de Saint-Maurice. Jusqu'en 1886, la plupart des caricatures sont l’œuvre de Cohl, les autres étant notamment dues à Demare, Coll-Toc et Bridet.
Comme ses modèles, La Nouvelle Lune est de tendance républicaine et anticléricale. Fondée avant la loi du 29 juillet 1881 sur la liberté de la presse, elle subit la censure le 22 août et le 5 septembre 1880.
Initialement hebdomadaire, sa parution est bimensuelle entre juillet 1883 et décembre 1885. 
De qualité inégale dès ses débuts, La Nouvelle Lune décline à partir de mai 1886, car elle ne publie désormais que très peu de nouveaux dessins et se contente de réemployer tant bien que mal d'anciennes gravures.

## Collaborateurs
- Argus
- Ferdinand-Sigismond Bach
- A. Back
- Paul Baron
- Bridet
- J. Caillou (Steinlen ?)
- Émile Cohl
- Coll-Toc
- Gustave Darré
- Henri Demare
- Flem
- Charles de Frondat
- H. Garry
- André Gill
- Gobin
- Henri Gray
- Louis Isoré
- Job
- Eugène Ladreyt
- Émile Lamouche (d)
- Paul Léonnec
- Alfred Le Petit
- Henri Meyer
- Pecus
- Pouce
- Sol
- Henri de Sta
- X